# 리얼 레이싱 3
리얼 레이싱 3(Real Racing 3)는 파이어몽키스 스튜디오스(Firemonkeys Studios)에서 개발하고 일렉트로닉 아츠에서 iOS, Android, Nvidia Shield 및 BlackBerry 10 장치용으로 출시한 2013년 레이싱 게임이다. 2013년 2월 28일 프리미엄 비즈니스 모델에 따라 iOS와 Android용으로 출시되었다. 무료로 다운로드할 수 있었고 인앱 구매를 통해 향상된 기능을 사용할 수 있었다. 당시 최고의 그래픽 경험 중 하나로 간주되었다. 시간이 지나면서 게임 내 가상 경제의 비용이 많이 들었음에도 불구하고 개발자들은 플레이어가 무료 골드를 얻기 위해 무제한 광고를 시청할 수 있도록 시간대를 사용하는 플레이를 용인하기 시작했다.
이 게임은 2009년 리얼 레이싱과 2010년 리얼 레이싱 2의 속편이다. 주로 게임의 프리미엄 특성으로 인해 이전 게임보다 덜 호의적인 평가를 받았지만, 게임 플레이는 여전히 전반적으로 호평을 받고 있다. 게임 기능에는 실제 세계 20개 장소의 45개 이상의 서킷, 43개 차량 그리드, 메르세데스-벤츠, 아우디, 포르쉐, 람보르기니, 부가티, 포드, 벤틀리, 맥라렌, 쉐보레, 그리고 코닉세그가 포함된다. 이전 리얼 레이싱 게임들과 달리 플레이어는 차량을 유지 관리하고 서비스해야 하므로 게임 내 현금과 실제 시간이 필요하다.